# Surfe nos Jogos Pan-Americanos de 2019 - Aberto masculino
A competição do aberto masculino do surfe nos Jogos Pan-Americanos de 2019 foi disputada de 29 de julho a 4 de agosto na praia de Punta Rocas, em Punta Negra.

## Calendário
Horário local (UTC-5).
| Data        | Horário | Fase                            |
| ----------- | ------- | ------------------------------- |
| 29 de julho | 9:00    | Chave principal - Primeira fase |
| 30 de julho | 9:00    | Chave principal - Segunda fase  |
| 30 de julho | 12:30   | Repescagem - Primeira fase      |
| 31 de julho | 9:00    | Repescagem - Segunda fase       |
| 31 de julho | 13:36   | Chave principal - Terceira fase |
| 1 de agosto | 12:08   | Repescagem - Terceira fase      |
| 2 de agosto | 13:25   | Repescagem - Quarta fase        |
| 3 de agosto | 10:24   | Final da repescagem             |
| 3 de agosto | 12:30   | Chave principal - Quarta fase   |
| 4 de agosto | 11:40   | Semifinal                       |
| 4 de agosto | 14:52   | Final                           |

## Medalhistas
| Ouro   | PER Luca Mesinas  |
| Prata  | ARG Leandro Usuna |
| Bronze | ESA Bryan Pérez   |

## Resultados

### Chave principal
|  | Primeira fase          | Primeira fase          | Primeira fase |  |  | Segunda fase           | Segunda fase           | Segunda fase          |       |                   | Terceira fase     | Terceira fase    | Terceira fase |  |  | Quarta fase | Quarta fase | Quarta fase |
|  |                        |                        |               |  |  |                        |                        |                       |       |                   |                   |                  |               |  |  |             |             |             |
|  | USA Kevin Schulz       | USA Kevin Schulz       | 7.50          |  |  |                        |                        |                       |       |                   |                   |                  |               |  |  |             |             |             |
|  | CAN Cody Young         | CAN Cody Young         | 10.43         |  |  | CAN Cody Young         | CAN Cody Young         | 12.27                 |       |                   |                   |                  |               |  |  |             |             |             |
|  | PER Alonso Correa      | PER Alonso Correa      | 9.33          |  |  | CRC Noe McGonagle      | CRC Noe McGonagle      | 15.40                 |       |                   |                   |                  |               |  |  |             |             |             |
|  | CRC Noe McGonagle      | CRC Noe McGonagle      | 13.40         |  |  |                        |                        |                       |       | CRC Noe McGonagle | CRC Noe McGonagle | 9.90             |               |  |  |             |             |             |
|  | MEX Jhony Corzo        | MEX Jhony Corzo        | 9.20          |  |  |                        | PER Luca Mesinas       | PER Luca Mesinas      | 15.94 |                   |                   |                  |               |  |  |             |             |             |
|  | ARG Leandro Usuna      | ARG Leandro Usuna      | 10.26         |  |  | ARG Leandro Usuna      | ARG Leandro Usuna      | 12.50                 |       |                   |                   |                  |               |  |  |             |             |             |
|  | PER Luca Mesinas       | PER Luca Mesinas       | 14.34         |  |  | PER Luca Mesinas       | PER Luca Mesinas       | 14.07                 |       |                   |                   |                  |               |  |  |             |             |             |
|  | URU Lucas Madrid       | URU Lucas Madrid       | 9.00          |  |  |                        |                        |                       |       |                   | PER Luca Mesinas  | PER Luca Mesinas | 17.47         |  |  |             |             |             |
|  | ARG Santiago Muñiz     | ARG Santiago Muñiz     | 6.17          |  |  |                        | ESA Bryan Pérez        | ESA Bryan Pérez       | 8.60  |                   |                   |                  |               |  |  |             |             |             |
|  | ESA Bryan Pérez        | ESA Bryan Pérez        | 11.80         |  |  | ESA Bryan Pérez        | ESA Bryan Pérez        | 14.94                 |       |                   |                   |                  |               |  |  |             |             |             |
|  | ECU Israel Barona      | ECU Israel Barona      | 7.60          |  |  | BRA Robson Santos      | BRA Robson Santos      | 7.67                  |       |                   |                   |                  |               |  |  |             |             |             |
|  | BRA Robson Santos      | BRA Robson Santos      | 14.50         |  |  |                        |                        |                       |       | ESA Bryan Pérez   | ESA Bryan Pérez   | 12.57            |               |  |  |             |             |             |
|  | CRC Anthony Fillingim  | CRC Anthony Fillingim  | 10.67         |  |  |                        | CRC Anthony Fillingim  | CRC Anthony Fillingim | 11.34 |                   |                   |                  |               |  |  |             |             |             |
|  | PUR Ricardo Delgado    | PUR Ricardo Delgado    | 7.74          |  |  | CRC Anthony Fillingim  | CRC Anthony Fillingim  | 7.67                  |       |                   |                   |                  |               |  |  |             |             |             |
|  | VEN Francisco Bellorin | VEN Francisco Bellorin | 11.97         |  |  | VEN Francisco Bellorin | VEN Francisco Bellorin | 7.17                  |       |                   |                   |                  |               |  |  |             |             |             |
|  | CHI Guillermo Satt     | CHI Guillermo Satt     | 9.04          |  |  |                        |                        |                       |       |                   |                   |                  |               |  |  |             |             |             |

### Repescagem
| Primeira fase       | Primeira fase |  |  | Segunda fase           | Segunda fase |  |  | Terceira fase          | Terceira fase |  |  | Quarta fase            | Quarta fase |
|                     |               |  |  |                        |              |  |  |                        |               |  |  |                        |             |
|                     |               |  |  | PER Alonso Correa      | 16.00        |  |  |                        |               |  |  | ARG Leandro Usuna      | 13.40       |
| USA Kevin Schulz    | 8.10          |  |  | CAN Cody Young         | 11.47        |  |  |                        |               |  |  | CRC Noe McGonagle      | 12.50       |
| PER Alonso Correa   | 10.84         |  |  |                        |              |  |  | PER Alonso Correa      | 12.83         |  |  |                        |             |
|                     |               |  |  |                        |              |  |  | ARG Leandro Usuna      | 13.00         |  |  |                        |             |
|                     |               |  |  | MEX Johny Corzo        | 5.67         |  |  |                        |               |  |  |                        |             |
| MEX Johny Corzo     | 11.44         |  |  | ARG Leandro Usuna      | 13.47        |  |  |                        |               |  |  |                        |             |
| URU Lucas Madrid    | 7.23          |  |  |                        |              |  |  |                        |               |  |  |                        |             |
|                     |               |  |  |                        |              |  |  |                        |               |  |  |                        |             |
|                     |               |  |  | ARG Santiago Muñiz     | 11.46        |  |  |                        |               |  |  | ARG Santiago Muñiz     | 14.16       |
| ARG Santiago Muñiz  | 17.00         |  |  | BRA Robson Santos      | 11.10        |  |  |                        |               |  |  | CRC Anthony Fillinglim | 10.30       |
| ECU Israel Barona   | 6.50          |  |  |                        |              |  |  | ARG Santiago Muñiz     | 12.17         |  |  |                        |             |
|                     |               |  |  |                        |              |  |  | VEN Francisco Bellorin | 11.10         |  |  |                        |             |
|                     |               |  |  | CHI Guillermo Satt     | 5.66         |  |  |                        |               |  |  |                        |             |
| CHI Guillermo Satt  | 12.06         |  |  | VEN Francisco Bellorin | 12.67        |  |  |                        |               |  |  |                        |             |
| PUR Ricardo Delgado | 6.90          |  |  |                        |              |  |  |                        |               |  |  |                        |             |

## Final da repescagem
|  | Final              |                    |       |
|  |                    |                    |       |
|  | ARG Leandro Usuna  | ARG Leandro Usuna  | 10.50 |
|  | ARG Santiago Muñiz | ARG Santiago Muñiz | 4.73  |

## Semifinal
|  | Final             |                   |       |
|  |                   |                   |       |
|  | ARG Leandro Usuna | ARG Leandro Usuna | 16.27 |
|  | ESA Bryan Pérez   | ESA Bryan Pérez   | 13.70 |

## Final
|  | Final             |                   |       |
|  |                   |                   |       |
|  | PER Luca Mesinas  | PER Luca Mesinas  | 14.00 |
|  | ARG Leandro Usuna | ARG Leandro Usuna | 13.77 |